# Peperomia quaerata
Peperomia quaerata är en pepparväxtart som beskrevs av William Trelease. Peperomia quaerata ingår i släktet peperomior, och familjen pepparväxter. Inga underarter finns listade i Catalogue of Life.